# Alfajarín
Alfajarín ist ein nordspanischer Ort und eine Gemeinde (municipio) mit 2.415 Einwohnern (Stand: 2024) im Zentrum der Provinz Saragossa in der Autonomen Gemeinschaft Aragonien.

## Lage und Klima
Alfajarín liegt im Tal des Ebro etwa 22 km (Fahrtstrecke) südöstlich der Stadt Saragossa in einer Höhe von ca. 195 m. Das Klima ist gemäßigt bis warm; Regen (ca. 355 mm/Jahr) fällt mit Ausnahme der eher trockenen Sommermonate übers Jahr verteilt.

## Bevölkerungsentwicklung
| Jahr      | 1857  | 1900 | 1950  | 2000  | 2017  |
| Einwohner | 1.018 | 978  | 1.221 | 1.495 | 2.288 |

Die Mechanisierung der Landwirtschaft, die Aufgabe bäuerlicher Kleinbetriebe und der damit verbundene Verlust von Arbeitsplätzen auf dem Land wurden mehr als aufgefangen durch die Nähe zur Großstadt Saragossa.

## Wirtschaft
Jahrhundertelang lebten die Bewohner des Ortes direkt (als Tagelöhner) oder indirekt (als Händler oder Handwerker) von der Landwirtschaft, wozu auch die Viehzucht (Schafe, Ziegen, Hühner) gehörte. Sie bearbeiteten die Ländereien der Grundherrenfamilie sowie die eigenen Felder und Gärten.

## Geschichte
Aus keltiberischer, römischer und westgotischer Zeit wurden bislang keine Funde gemacht.
Im 8. Jahrhundert drangen arabisch-maurische Heere bis in den Norden der Iberischen Halbinsel vor; aus dieser Zeit stammt auch der Ortsname. Die Gegend wurde nach der Rückeroberung (reconquista) der Stadt Saragossa im Jahr 1118 durch den aragonesischen König Alfons I. wieder christlich. Im Jahr 1293 wurde der Ort vom König der Familie Cornel übertragen, doch bis ins frühe 19. Jahrhundert hinein folgten noch mehrere Grundherrn.

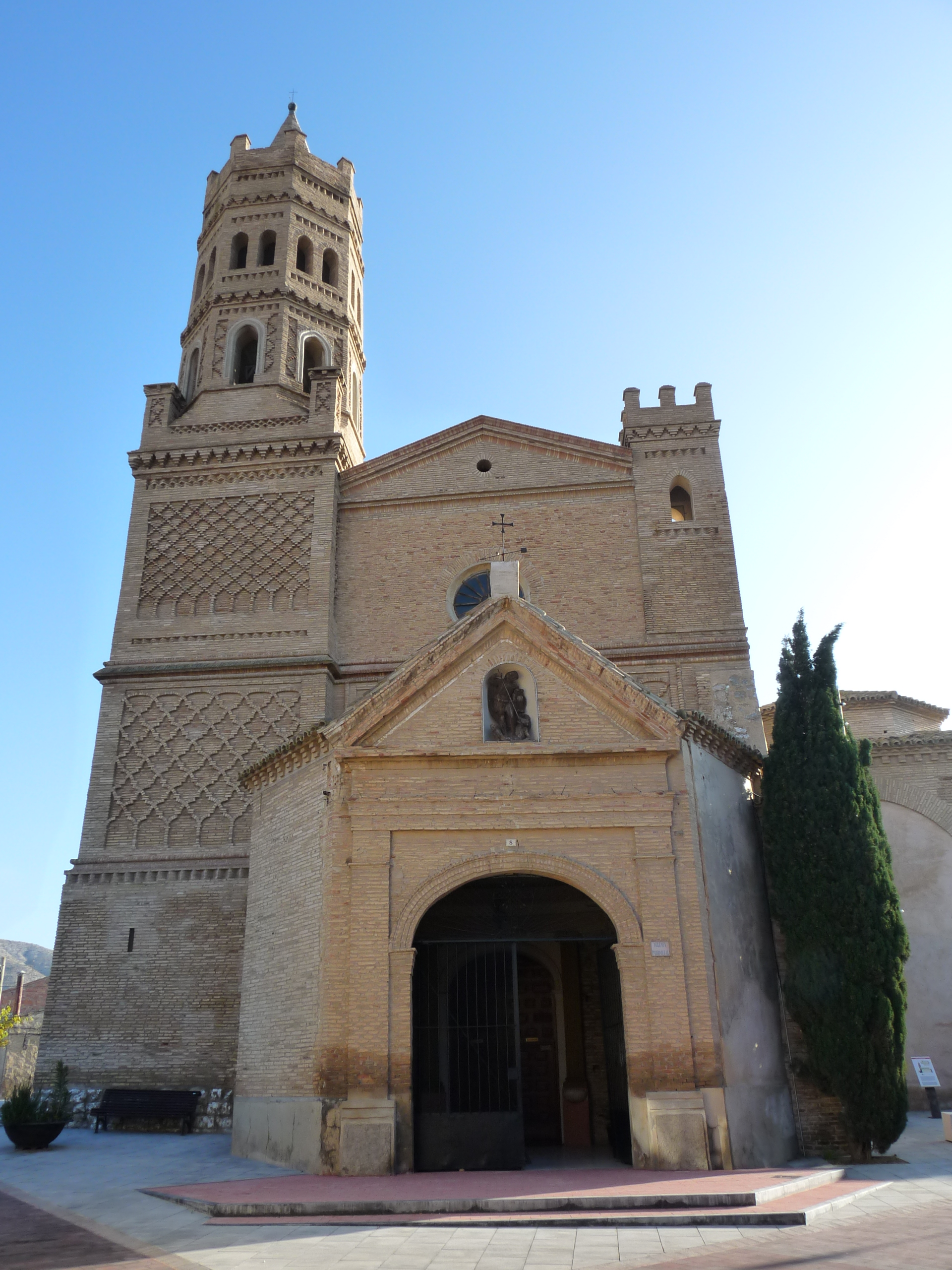
Iglesia de San Miguel Arcángel

## Sehenswürdigkeiten
- Die Burg (castillo) stammt wohl ursprünglich noch aus maurischer Zeit. Sie wurde jedoch im Mittelalter von der Adelsfamilie Cornel um- und ausgebaut. Am besten erhalten ist der Bergfried (torre del homenaje).[5]
- Unmittelbar neben der Burgruine steht die Ermita Nuestra Señora de la Peña aus dem 16. Jahrhundert.[6]
- Wichtigste Sehenswürdigkeit im Ort selbst ist die im 14. und 15. Jahrhundert anstelle einer größtenteils abgerissenen Moschee erbaute Iglesia de San Miguel Arcángel, deren mit einem Rautenmotiv geschmückte Westfassade von einem aus Ziegelsteinen gemauerten Glockenturm (campanar) im Mudéjar-Stil begleitet wird. Das von einem Stichkappengewölbe überspannte Kirchenschiff wird von arkadenähnlichen Seitenkapellen begleitet, in welchen Schnitzaltäre verschiedener Epochen stehen. Das Altarretabel (retablo) in der halbrunden Apsis ist ein Werk des 19. Jahrhunderts.[7]
- Ein von seitlichen Doppelsäulen geschmücktes Tor der im 15. Jahrhundert erbauten Stadtmauer (muralla) ist noch erhalten.